# Ludwik Mizerski
Ludwik Kajetan Mizerski (ur. 1843 w Borowie, zm. 6 lutego 1923 w Poznaniu) – polski prawnik, poseł sejmu pruskiego, prezes Koła polskiego w sejmie pruskim, syndyk konsystorza arcybiskupiego w Poznaniu, literat.

## Życiorys
Był synem Antoniego i Pauliny z d. Berwińskiej, miał brata Anastazego Romana (lekarz, 1837-1871). Uczył się w Gimnazjum Marii Magdaleny, następnie studiował prawo na uniwersytetach we Wrocławiu i Berlinie. W 1892 wystąpił ze służby sądowej i został syndykiem konsystorza arcybiskupiego w Poznaniu. Wybrany na posła do sejmu pruskiego (pełnił tę funkcję do 1918), był prezesem Koła polskiego.

## Publikacje
- Anakreon i jego pieśni / Anacreon, tłumaczenie (1895)
- Lucyan Doręba: powieść poetyczna w 10 pieśniach osnuta na tle stosunków wielkopolskich (r. 1862-1865) / przez *** [Ludwik Mizerski] (1901)
- Jakuba Teodora Trembeckiego wirydarz poetycki. T. 1 / z rękopisu Ludwika Mizerskiego[1] (1910)
- Jakuba Teodora Trembeckiego wirydarz poetycki. T. 2 / z rękopisu Ludwika Mizerskiego[2] (1911)